# Shackelford County
Shackelford County är ett administrativt område i delstaten Texas, USA, med 3 378 invånare (2010). Den administrativa huvudorten (county seat) är Albany.

## Geografi
Enligt United States Census Bureau så har countyt en total area på 2 372 km². 2 367 km² av den arean är land och 5 km² är vatten.  

### Angränsande countyn
- Throckmorton County - norr
- Stephens County - öster
- Eastland County - sydost
- Callahan County - söder
- Jones County - väster
- Haskell County - nordväst